# パトリック・マジーカ
- パトリック・マゼイカ

パトリック・アラン・マジーカ（Patrick Alan Mazeika, 1993年10月14日 - ）は、 アメリカ合衆国マサチューセッツ州スプリングフィールド出身のプロ野球選手（捕手、一塁手）。右投左打。リーガ・メヒカーナ・デ・ベイスボル（メキシカンリーグ）のメキシコシティ・レッドデビルズ所属。
メディアによっては「マゼイカ」と表記されることもある。

## 経歴

### プロ入りとメッツ時代
2015年のMLBドラフト8巡目（全体239位）でニューヨーク・メッツから指名され、プロ入り。契約後、傘下のアパラチアンリーグのルーキー級キングスポート・メッツでプロデビュー。62試合に出場して打率.354、5本塁打、48打点、1盗塁を記録した。
2016年はA級コロンビア・ファイヤーフライズでプレーし、70試合に出場して打率.305、3本塁打、35打点、2盗塁を記録した。
2017年はA+級セントルーシー・メッツとAA級ビンガムトン・ランブルポニーズでプレーし、2球団合計で106試合に出場して打率.290、7本塁打、55打点、2盗塁を記録した。
2018年はAA級ビンガムトンでプレーし、87試合に出場して打率.231、9本塁打、39打点を記録した。
2019年もAA級ビンガムトンでプレーし、116試合に出場して打率.245、16本塁打、69打点、1盗塁を記録した。オフにはアリゾナ・フォールリーグに参加し、スコッツデール・スコーピオンズに所属した。
2020年8月25日にメジャー契約を結んでアクティブ・ロースター入りしたが、出番が無いまま翌26日に代替トレーニング地へ配属された。直後の8月28日にも昇格したがこの時も出番が無く、翌29日に代替トレーニング地へ配属された。また、この年は新型コロナウイルスの影響でマイナーリーグの試合が開催されなかったため、メジャー・マイナー共に公式戦の出場は無かった。
2021年は5月5日にメジャー昇格し、同日のセントルイス・カージナルスとのダブルヘッダー第2試合でメジャーデビュー（2回表に代打で登場して一ゴロ）。それから4試合目の出場までいずれも代打で出場して安打を放てなかったが、4打席のうち2度サヨナラ野選（5月7日のアリゾナ・ダイヤモンドバックス戦と5月11日のボルチモア・オリオールズ戦）を記録し、デビュー戦を除くと必ず打点も挙げている。イライアス・スポーツ・ビューローによると、初安打を打つ前にサヨナラ勝ちを決める打席が2度以上は、ここ100年で初めてだという。打点が公式記録となった1920年以降、最初の7試合中2試合以上でサヨナラ勝ちとなる打点を挙げたのも、マジーカが最初である。なお、メジャー初安打は5月16日のタンパベイ・レイズ戦の6回表に迎えた第2打席、ディエゴ・カスティーヨからの本塁打で記録している。
2022年8月18日にDFAとなった。

### ジャイアンツ傘下時代
2022年8月21日にウェイバー公示を経て、サンフランシスコ・ジャイアンツに移籍した。その後、翌22日に傘下のAAA級サクラメント・リバーキャッツに配属されたが、9月12日にDFA、15日にウェイバーとなり、オフの11月10日にFAとなった。

### ドジャース傘下時代
2022年12月13日にロサンゼルス・ドジャースとマイナー契約を結び、3日後の16日に傘下のAAA級オクラホマシティ・ドジャースに配属された。
2023年はAAA級オクラホマシティで52試合に出場したが、打率.214、1本塁打、17打点という低調な成績に終わり、9月1日に自由契約となった。

### 独立リーグ時代
2024年4月18日にアメリカ独立リーグであるアトランティックリーグのガストニア・ベースボールクラブと契約を結んだ。ここでは47試合に出場し、打率.284、14本塁打、42打点を記録した。

### メキシカンリーグ時代
2024年7月5日にリーガ・メヒカーナ・デ・ベイスボル（メキシカンリーグ）のメキシコシティ・レッドデビルズに移籍した。

## 詳細情報

### 年度別打撃成績
| 年 度    | 球 団    | 試 合 | 打 席 | 打 数 | 得 点 | 安 打 | 二 塁 打 | 三 塁 打 | 本 塁 打 | 塁 打 | 打 点 | 盗 塁 | 盗 塁 死 | 犠 打 | 犠 飛 | 四 球 | 敬 遠 | 死 球 | 三 振 | 併 殺 打 | 打 率 | 出 塁 率 | 長 打 率 | O P S |
| -------- | -------- | ----- | ----- | ----- | ----- | ----- | -------- | -------- | -------- | ----- | ----- | ----- | -------- | ----- | ----- | ----- | ----- | ----- | ----- | -------- | ----- | -------- | -------- | ----- |
| 2021     | NYM      | 37    | 87    | 79    | 6     | 15    | 3        | 0        | 1        | 21    | 6     | 0     | 0        | 0     | 1     | 4     | 1     | 3     | 18    | 2        | .190  | .253     | .266     | .519  |
| 2022     | NYM      | 24    | 72    | 68    | 4     | 13    | 4        | 0        | 1        | 20    | 6     | 0     | 0        | 2     | 0     | 2     | 0     | 0     | 9     | 0        | .191  | .214     | .294     | .508  |
| MLB：2年 | MLB：2年 | 61    | 159   | 147   | 10    | 28    | 7        | 0        | 2        | 41    | 12    | 0     | 0        | 2     | 1     | 6     | 1     | 3     | 27    | 2        | .190  | .236     | .279     | .515  |

- 2022年度シーズン終了時

### 年度別守備成績
捕手守備
| 年 度 | 球 団 | 捕手（C） | 捕手（C） | 捕手（C） | 捕手（C） | 捕手（C） | 捕手（C） | 捕手（C） | 捕手（C） | 捕手（C） | 捕手（C） | 捕手（C） |
| 年 度 | 球 団 | 試 合     | 刺 殺     | 補 殺     | 失 策     | 併 殺     | 守 備 率  | 捕 逸     | 企 図 数  | 許 盗 塁  | 盗 塁 刺  | 阻 止 率  |
| ----- | ----- | --------- | --------- | --------- | --------- | --------- | --------- | --------- | --------- | --------- | --------- | --------- |
| 2021  | NYM   | 24        | 166       | 11        | 2         | 1         | .989      | 2         | 10        | 7         | 3         | .300      |
| MLB   | MLB   | 24        | 166       | 11        | 2         | 1         | .989      | 2         | 10        | 7         | 3         | .300      |

一塁守備
| 年 度 | 球 団 | 一塁（1B） | 一塁（1B） | 一塁（1B） | 一塁（1B） | 一塁（1B） | 一塁（1B） |
| 年 度 | 球 団 | 試 合      | 刺 殺      | 補 殺      | 失 策      | 併 殺      | 守 備 率   |
| ----- | ----- | ---------- | ---------- | ---------- | ---------- | ---------- | ---------- |
| 2021  | NYM   | 1          | 5          | 1          | 0          | 0          | 1.000      |
| MLB   | MLB   | 1          | 5          | 1          | 0          | 0          | 1.000      |

- 2021年度シーズン終了時

### 背番号
- 76（2021年 - 2022年）